# Морской старт

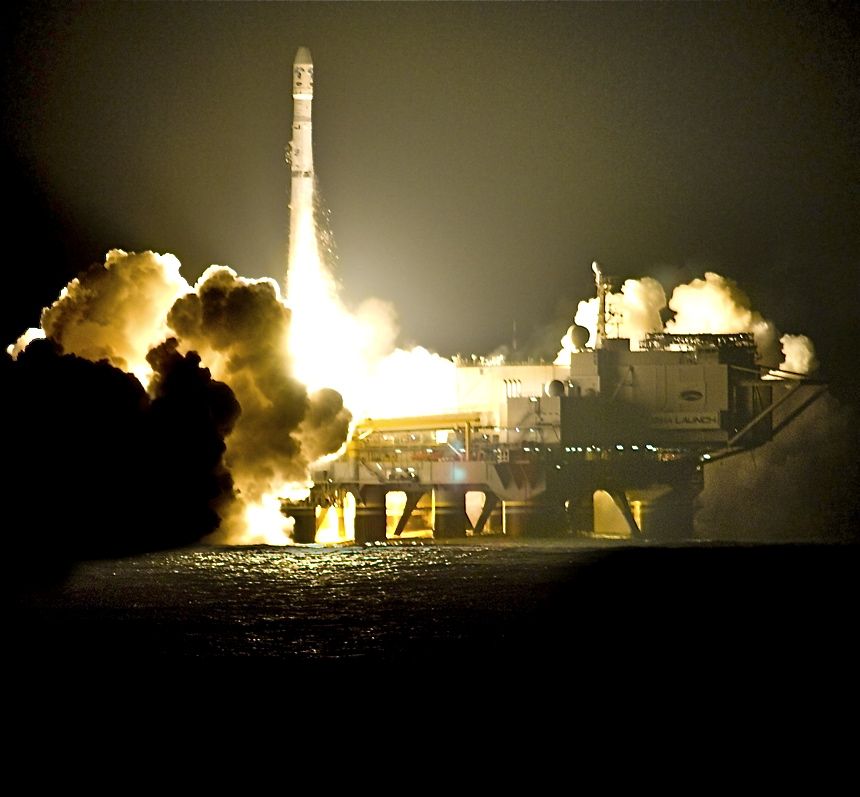
«Морской» запуск ракеты

Морской старт (англ. Sea Launch) — плавучий космодром для запуска ракет модификации «Зенит-3SL» семейства «Зенит» международным консорциумом по эксплуатации космодрома «Морской старт». Точка старта располагается в акватории Тихого океана по координатам 0°00′ с. ш. 154°00′ з. д. вблизи Острова Рождества.
В начале 2020 года перебазирован на Дальний Восток в порт Славянка, расположенный в 50 км от Владивостока.
По состоянию на конец апреля 2020 проект заморожен на неопределённый срок.

## История
Идея морского космодрома состоит в том, чтобы доставлять ракету-носитель по морю на экватор, где имеются наилучшие условия для запуска на экваториальную орбиту (при выводе на полярную орбиту нет существенной разницы в какой точке Земли расположена стартовая площадка). Этот способ был использован в 1964—1988 годах в морском космодроме «Сан-Марко», представлявшем собой неподвижную заякоренную платформу вблизи экватора в кенийских территориальных водах.
Компания «Морской старт» была создана для реализации одноимённого проекта в 1995 году. Её учредителями стали Boeing, российская РКК «Энергия», норвежское судостроительное предприятие Kvaerner (ныне Aker Solutions), украинские конструкторское бюро «Южное» и производственное объединение «Южмаш». Летом 2009 года компания «Морской старт» объявила о своем банкротстве, а после реорганизации ведущую роль в проекте получила РКК «Энергия».

### Создание консорциума
В 1993 году, после того как стало ясно, что для космодрома «Сан-Марко» (полезная нагрузка при запусках с «Сан-Марко» не превышала 200 кг) не будет создана более мощная ракета-носитель, чем Scout-2, Россия и США приступили к консультациям по вопросу о создании проекта, впоследствии получившего название «Морской старт».
Международный консорциум Sea Launch Company (SLC) создан в 1995 году. В него входят американская фирма Boeing Commercial Space Company (дочернее предприятие аэрокосмической корпорации «Боинг»), обеспечивающая общее руководство и финансирование (40 % капитала), российская Ракетно-космическая корпорация «Энергия» (25 %), украинские КБ «Южное» (5 %) и ПО «Южмаш» (10 %), а также норвежская судостроительная компания Aker Kværner (20 %). Штаб-квартира консорциума находится в калифорнийском городе Лонг-Бич. В качестве исполнителей по контрактам привлечены российские «КБ транспортного машиностроения» и ЦКБ «Рубин».
Начальная стоимость проекта составляла $3,5 млрд.

### Банкротство и реорганизация
22 июня 2009 года компания объявила о своём банкротстве и финансовой реорганизации в соответствии с главой 11 Кодекса США о банкротстве.
Согласно данным, указанным в заявлении компании, её активы составляют от 100 до 500 млн долларов, а долги — от 500 млн до 1 млрд долл. По данным издания «Коммерсант», к убыткам привела невозможность обеспечить планируемую интенсивность запусков: первоначально предполагалось осуществлять по 2—3 последовательных запуска за один выход на стартовую позицию.
«Мы хотим заверить наших заказчиков, поставщиков и партнёров, что после подачи заявления „Морской старт“ намерен продолжить свою деятельность. Реорганизация согласно главе 11 дает нам возможность продолжить свою деятельность и сконцентрировать усилия на разработке планов нашего дальнейшего развития», — сообщила компания.
1 апреля 2010 года совет директоров международного консорциума SLC принял решение отдать ракетно-космической корпорации «Энергия» главную роль в проекте «Морской старт».
В конце июля 2010, по решению суда, Energia Overseas Limited (EOL), являющаяся дочерней компанией корпорации «Энергия», получила 95 % акций консорциума «Морской старт», Boeing — 3 % и Aker Solutions — 2 %.
Прорабатывается проект перенесения порта базирования и наземной инфраструктуры обслуживания из Лос-Анджелеса в Советскую Гавань или Владивосток.
22 августа 2014 года на фоне боевых действий на востоке Украины было объявлено, что «Морской старт» приостанавливает деятельность до середины 2015 года.
В конце декабря 2014 года вице-премьер РФ Дмитрий Рогозин заявил, что скорее всего ракеты «Зенит» больше не будут использоваться в этом проекте, а место США займут страны БРИКС.
По имеющимся сведениям, в январе 2015 года по результатам заседания совета директоров РКК Энергия в проекте «Морской старт» предполагается использование тяжёлой ракеты-носителя Ангара.

### Продажа «Морского старта» компании S7
- В 2014—2015 годах российской стороной проводились переговоры с США, Китаем, Бразилией, ОАЭ и Австралией о продаже проекта. 30 марта 2016 года Роскосмосом было распространено сообщение о скором закрытии сделки по продаже проекта. При этом имя покупателя не называлось. По сведениям газеты «Коммерсант», новым инвестором Sea Launch собирался стать совладелец группы S7 Владислав Филёв[12].
- В июне 2016 года Роскосмос снова провёл переговоры с Австралией о продаже «Морского старта»[13].
- В августе 2016 года российская ракетно-космическая корпорация «Энергия» и американская компания Boeing разрешили спор по проекту «Морской старт». По условиям предварительного соглашения, российская сторона погасит задолженность, оцениваемую в 330 миллионов долларов, предоставлением услуг и участием в совместных проектах. Также часть долга планируется списать, конкретная сумма не называется. Было подписано предварительное соглашение с Boeing об урегулировании спора по «Морскому старту», в связи с этим суд в США приостановил все действия по взысканию задолженности. Однако для окончательного принятия соглашения об урегулировании необходимо, чтобы его утвердил совет директоров «Энергии» и одобрил «Роскосмос»[14].
- Согласно договоренности в счёт погашения долга компания «Боинг» получила 5 бесплатных мест на кораблях «Союз» для американских астронавтов, в 2017, 2018, 2019 годах, которые выкупило НАСА за 373 миллиона долл.[15][16][17].
- В сентябре 2016 года стало известно, что дочерняя компания «S7 Group» — «С7 космические транспортные системы» станет покупателем и оператором международного проекта «Морской старт»[18].
- 27 сентября 2016 года был подписан контракт между S7 Group и группой компаний Sea Launch на приобретение корабля и платформы «Одиссей» с установленным на них оборудованием ракетного сегмента, наземного оборудования в базовом порту (США) и товарного знака Sea Launch. По словам генерального директора «S7 Group» Владислава Филёва, после окончательного закрытия сделки, которое ожидается завершить через 6 месяцев, инвестиции группы компаний S7 могут составить до $160 млн[19][20]. В тот же день было подписано соглашение о сотрудничестве между РКК «Энергия» и S7 Group[21]. Планируется, что проект станет полностью российским. В этом случае управление проектом «Морской старт» будет перенесено из Швейцарии в Москву[22].
- Окончательный расчёт между «Энергией» и S7 намечен на июнь 2017 года — до этой даты командное судно и пусковая платформа будут перерегистрированы из Калифорнии в Либерию[23].
- 16 марта 2017 года окружной суд Калифорнии подтвердил мировое соглашение между российской РКК «Энергия» и американской корпорацией Boeing о закрытии судебного иска по долгам проекта «Морской старт»[24].
- В июне 2017 года «Южмаш» сообщил о заключении 28 апреля 2017 года контракта с компанией S7 Sea Launch Limited на производство и поставку 12 ракет-носителей серии «Зенит»[25]. Две ракеты находятся в производстве (производство ракет занимает 2-2,5 года). S7 надеется выполнить первый пуск уже в 2017 году[26]. В марте 2019 года S7 Space объявила, что заказ будет отменён (см. далее).
- 4 августа 2017 года источник в ракетно-космической отрасли сообщил СМИ, что комитет по иностранным инвестициям США (CFIUS) одобрил сделку по покупке комплекса «Морской старт» группой компаний S7. Ранее сделка также была одобрена директоратом по контролю оборонной торговли (DDTC). Таким образом, вывести комплекс из консервации и начать пусковую деятельность будет возможно через 18 месяцев — в начале 2019 года[27].
- 14 августа 2017 года компания S7 на своем сайте сообщила, что планирует окончательно закрыть сделку по приобретению плавучего космодрома в начале осени 2017 года[28].
- 8 октября 2017 года гендиректор ракетно-космической корпорации «Энергия» Владимир Солнцев сообщил СМИ, что 10 октября ожидается подписание соглашения между «Роскосмосом» и S7 на возобновление производства ракет «Зенит», предназначенных для старта с плавучего космодрома. Россия будет производить двигатели РД-171 и комплектующие для ракет «Зенит», которые будут выпускаться на Украине, но из-за внешнеполитических сложностей в отношениях Москвы и Киева собирать их вместе будут в США через дочернюю фирму S7 Sea Launch Limited. Аналогичную схему предполагают использовать при необходимости запустить «Зенит» с космодрома Байконур. Украинские и российские комплектующие будут поставлять в Казахстан, где на площадках космодрома будет организована окончательная сборка ракет[29][30].
- 13 февраля 2018 года генеральный директор компании «С7 Космические транспортные системы» (дочерняя структура группы S7) Сергей Сопов сообщил СМИ, что сделка по покупке проекта «Морской старт» может быть закрыта в конце марта — начале апреля 2018 года. На данный момент получено разрешение от Госдепартамента США и решение от регулирующих органов США на покупку имущественного комплекса. Первый запуск должен состояться в конце 2019 года, полезная нагрузка к настоящему моменту не определена. Общая сумма инвестиций в приобретение комплекса, включая его вывод из консервации, составляет около $150 млн. Технические возможности «Морского старта» позволяют эксплуатировать его до 2045—2050 годов[31].
- В конце февраля 2018 года компания «С7 Космические транспортные системы» на своем сайте опубликовала график запусков с плавучей платформы «Одиссей» на период с 2019 по 2022 годы. В целом, по планам компании, за 15 лет будет осуществлено до 70 запусков[32].
- В марте 2018 года на собрании акционеров «РКК Энергия» акционеры поддержали продажу плавучего космодрома «Морской старт». В документе говорится, что покупная цена активов комплекса составляет 6,28 млрд рублей[33][34].
- 17 апреля 2018 года группа компаний S7 закрыла сделку по покупке имущественного комплекса «Морской старт». Предметом сделки стали корабль Sea Launch Commander и платформа «Одиссей» с установленным на них оборудованием ракетного сегмента, наземное оборудование в базовом порту Лонг-Бич (США) и товарный знак Sea Launch. На тот момент необходимо получить разрешение от российского правительства на поставку ракетных двигателей, системы управления[35]. РКК «Энергия» продолжит участие в проекте «Морской старт» в качестве поставщика комплектующих и окажет содействие S7 Group в эксплуатации и обслуживании комплекса. Планируется также, что «Энергия» выполнит опытно-конструкторскую работу для адаптации ракеты среднего класса «Союз-5» для запусков с комплекса «Морской старт»[36].
- В марте 2019 года заказ на украинские РН «Зенит» был отменён, так как компании S7 Space не удалось договориться о поставке из России на Украину критичных элементов для производства ракет[37].

### Перебазирование «Морского старта» из США на Дальний Восток
23 мая 2019 года глава «Роскосмоса» Дмитрий Рогозин на лекции в МГУ высказал намерение перебазировать «Морской старт» из США на Дальний Восток.
8 октября 2019 источники в ракетно-космической отрасли и Правительстве РФ сообщили СМИ, что пусковая платформа «Одиссей» подготовлена к транспортировке из США в Россию: с неё демонтировано всё американское и украинское оборудование (информационно-связное оборудование компании Боинг и пусковое оборудование для ракеты «Зенит» от «Южмаша»), оно складировано в порту приписки «Морского старта» — Лонг-Бич. По словам источников, платформа готова к перебазированию на Дальний Восток, однако на это требуется разрешение Госдепартамента США; в настоящее время ведутся переговоры.
5 декабря компания S7 Space распространила пресс-релиз, согласно которому компания перебазирует космодром на Дальний Восток в 2020 году; все необходимые разрешения, в том числе и от Госдепа США, получены.
После перехода на территорию РФ стартовая платформа и сборочно-командное судно будут временно базироваться на Славянском судоремонтном заводе в порту Славянка (Приморский край). 
6 декабря генеральный директор ПАО «Славянский судоремонтный завод» Андрей Якимчук подтвердил СМИ, что завод полностью готов принять и отремонтировать «Морской старт», два судна которого займут, по меньшей мере, треть мощности предприятия. По словам Якимчука, S7 Space ищет место для постоянной дислокации судов, но это небыстрый процесс, поэтому на Славянском судоремонтном заводе плавучий космодром пробудет не менее года.
10 февраля А. Якимчук сообщил СМИ, что прибытие «Морского старта» на завод ожидается в начале марта для ремонта и реконструкции плавучего космодрома (оснащение комплекса новым оборудованием); договор на ремонт ещё не заключён.
- 20 февраля 2020 началось перебазирование космодрома из американского порта Лонг-Бич на Славянский судоремонтный завод в Приморье, об этом свидетельствуют данные сайта vesselfinder.com, согласно которому гонконгское судно Синь Гуан Хуа, предназначенное для перевозки тяжеловесных грузов, в частности морских буровых платформ, прибыло в Лонг-Бич 18 февраля[43].
- 20 февраля 2020 года, судя по информации из Единого государственного реестра юридических лиц, в Приморье зарегистрирована компания ООО «Космический центр „Морской старт“», которая будет заниматься обслуживанием плавучего космодрома; обладателем 100 % её акций стала авиакомпания «Сибирь» (входит в группу S7). «Космический центр „Морской старт“» зарегистрирована в поселке городского типа Славянка Хасанского района Приморского края, где находится Славянский судоремонтный завод, на нём будут проводиться ремонт и реконструкция плавучего космодрома. Гендиректором новой компании, уставной капитал которой составляет 1 млн рублей, стал Максим Астафьев[44].
- 23 февраля 2020 состоялась погрузка пусковой платформы Одиссей на судно Xin Guang Hua[45].
- 28 февраля 2020 сборочно-командное судно Sea Launch Commander выдвинулось из порта Лонг-Бич[46].
- 17 марта 2020 сборочно-командное судно плавучего космодрома «Морской старт» прибыло в порт Славянка в Приморье[47]
- 25 марта 2020 в этот же порт прибыла и стартовая платформа «Морского старта»[48][49].

### Подготовка «Морского старта» к пусковой деятельности
- 11 апреля 2020 года Роскосмос поручил своим предприятиям проработать возможность участия в проекте «Морской старт» для возобновлении пусков с 2024 года. Оператор пусковых услуг АО «Главкосмос пусковые услуги» должен провести маркетинговый анализ в отношении услуг по запуску с «Морского старта», а также оценить конкурентоспособность комплекса в сравнении с космическим ракетным комплексом «Союз-5» на космодромах «Байконур» и «Восточный»; РКЦ «Прогресс» поручено оценить стоимость разработки ракеты «Союз-7» для пусков с «Морского старта», стоимость её серийного производства и затраты на подготовку к пуску; ЦЭНКИ поручено оценить стоимость ремонта переведённой из США в Россию пусковой платформы и командного судна, расходы на создание береговой инфраструктуры, расходы на содержание и эксплуатацию комплекса; головному финансовому институту Роскосмоса организации «Агат» поручено составить технико-экономическое обоснование возобновления работы проекта[50].
- 23 апреля 2020 года владелец S7 Владислав Филев заявил, что реализация проекта отложена на неопределённый срок. При этом он отметил, что стоимость базирования комплекса «Морской старт» в России в два раза выше, чем в США, хотя изначально при согласовании с российской стороны обещали условия аналогичные американским[51].
- 24 мая 2020 года источник в правительстве сообщил СМИ, что в кабмине оценивается перспектива использования «Морского старта» в российской космической программе[52].
- В июне 2020 года стало известно, что S7 ведёт переговоры с дочерней структурой государственного концерна Росатом о продаже космодрома «Морской старт»[53], однако в «Росатоме» посчитали нецелесообразным покупку комплекса[54].
- 24 августа 2020 года на форуме «Армия-2020» вице-премьер Юрий Борисов сообщил СМИ, что «Морской старт» будет восстановлен на рубеже 2023—2024 гг, на что потребуется около 35 млрд рублей. Вопрос был согласован с президентом. Коммерческий успех возможен при как минимум пяти запусках в год. Часть пусков с «Морского старта» должна выполняться по госпрограммам, часть — по коммерческим программам, желательно, по словам Борисова, в процентном соотношении пятьдесят на пятьдесят. При этом он уточнил, что пуски с плавучего космодрома могут быть не только для российских заказчиков. Запуски должен обеспечивать специализированный оператор; учредителем оператора могут стать Роскосмос, S7, Росатом, также возможно участие институтов развития или банков. Запуски с плавучего космодрома будут осуществляться с помощью ракет-носителей «Союз-5». Экспертная комиссия по восстановлению плавучего космодрома должна в ближайшее время завершить работу и представить отчёт[55][56].
- 25 августа 2020 года на форуме «Армия-2020» глава Роскосмоса Дмитрий Рогозин сообщил, что кооперация государственных и частных структур, которые займутся восстановлением проекта «Морской старт», должна определиться на этой неделе. Сейчас ведутся переговоры о том, каким образом будут выстроены отношения между партнёрами при создании эксплуатирующей компании. Эта компания должна взять на себя как дооборудование «Морского старта» аппаратурой, снятой американцами с пусковой платформы и командного судна, так и создание береговой инфраструктуры. Как уточнил Рогозин, владелец компании S7 Владислав Филев по-прежнему оплачивает нахождение командного судна и плавучей платформы в порту Славянка[57].
- 5 сентября 2020 года в ходе встречи Губернатора Приморья Олега Кожемяко с руководителями S7 стало известно, что в настоящее время определяется финансовая модель проекта «Морской старт», а также необходимо определить место его базирования (им может стать одна из бухт Приморского края). Глава Приморья обратил внимание на то, что подбирать место для базирования комплекса нужно с учётом существующего и будущих мостов на островов Русский и Елена. Запуск ракет со стартовой платформы космодрома будет производиться в море в районе экватора[58][59].
- 12 сентября 2020 года глава Роскосмоса Дмитрий Рогозин на своем Youtube-канале заявил, что процесс восстановления и модернизации «Морского старта» может начаться в ноябре 2020 года. По его словам, «Союз-5» сможет выводить с экватора 20 тонн полезной нагрузки, но также будут возможны запуски на солнечно-синхронную орбиту из точки близ Владивостока[60].
- 14 декабря 2020 года газета «Страна Росатом» сообщила, что ФГУП «Марс» планирует заняться модернизацией «Морского старта», сейчас сотрудники конструкторского бюро проводят экспертизу по этой теме[61].
- 10 апреля 2021 года генеральный директор ЦЭНКИ Руслан Мухамеджанов в эфире программы «Большой космос № 12» на Роскосмос ТВ сообщил, что специалистами ЦЭНКИ выполнены предварительные проработки по облику берегового сегмента, необходимого для функционирования комплекса «Морской старт»[62].
- В январе 2022 года глава Роскосмоса Дмитрий Рогозин в интервью журналу «Русский космос» сообщил, что госкорпорация планирует на первом этапе найти для разделения рисков и финансового бремени зарубежного партнёра, чтобы возобновить эксплуатацию «Морского старта» и обновить его систему управления для пусков ракет «Союз-5»[63].
- 11 апреля 2022 года глава Роскосмоса Дмитрий Рогозин сообщил СМИ, что в настоящий момент ведутся переговоры с S7 о передаче "Морского старта" государству, а затем — госкорпорации, поскольку в условиях санкций осуществлять коммерческие запуски невозможно[64].

### Экономическая оценка проекта модернизации космодрома
- 18 июня 2020 года Росатом оценил стоимость космодрома «Морской старт» в 11 миллиардов рублей, что на 4,5 миллиарда больше, чем при его покупке группой S7 в 2016 году[65].
- В июне 2020 года Росатом оценил затраты на восстановление работоспособности комплекса в 84 млрд рублей в ценах 2020 года, или в 91 млрд рублей в прогнозируемых ценах с учётом инфляции.
- 23 июня 2020 года эксперты Росатома предоставили СМИ выкладки, согласно которым проект «Морской старт» без государственной поддержки не выйдет на самоокупаемость даже при оптимистичном сценарии. Выход на окупаемость возможен только в двух сценариях, которые предусматривают разный уровень господдержки — 11,8 млрд рублей (или 13 % от необходимых инвестиций для возобновление работы комплекса) и 72 млрд рублей (или 79 % необходимых инвестиций)[66].
- 2 июля 2020 года эксперты Росатома предоставили СМИ выкладки, согласно которым себестоимость проведения одного пуска ракеты-носителя с «Морского старта» оценивается в сумму от 3,8 (от одного до шести пусков год) до 5 млрд рублей (один пуск раз в два года). При самом оптимистичном варианте, предусматривающем широкую государственную поддержку, себестоимость пуска оценивается в 3,77 млрд рублей. Себестоимость какой именно ракеты оценивалась специалистами Росатома, не сообщается[67].
- 24 августа 2020 года на форуме «Армия-2020» вице-премьер Юрий Борисов сообщил СМИ, что «Морской старт» будет восстановлен, на что потребуется около 35 млрд рублей[55][56]. Также Борисов сообщил, что проект сможет выйти на прибыльность при условии осуществления до 5 запусков год[68].
- 5 сентября 2020 года губернатор Приморья Олег Кожемяко на встрече с руководителями S7 сообщил, что край окажет содействие в подборе места дислокации «Морского старта» и поможет в создании необходимой инфраструктуры; в регионе под реализацию проекта «Морской старт» необходимо создать 200 рабочих мест[59].
- 1 октября 2020 года источник в ракетно-космической отрасли сообщил СМИ, что группа компаний S7 оценивает затраты на возобновление запусков с «Морского старта» в 29 млрд рублей, из которых 15 млрд необходимы на восстановление пусковой платформы и создания новой легкой ракеты, а 14 млрд рублей уже потрачены на покупку «Морского старта», его перевозку в Россию и решение других задач, связанных с проектом[69].
- 6 ноября 2020 года член коллегии Военно-промышленной комиссии России Александр Иванов, курирующий ракетно-космическую отрасль, сообщил СМИ, что командное судно и пусковая платформа «Одиссей» комплекса «Морской старт» требуют ремонта на сумму до 1,5 млрд рублей[70].
- 20 июля 2021 года генеральный директор «С7 Космические транспортные системы» Евгений Елин сообщил СМИ, что содержание ракетно-космического комплекса «Морской старт» на стоянке в Приморье обходится более чем в 1 млн долларов в месяц; эти затраты оплачивает авиакомпания S7[71].

## Точка старта
Точка старта (до февраля 2020 года) — акватория Тихого океана в точке с координатами 0°00′ с. ш. 154°00′ з. д., вблизи Острова Рождества. По собранной за 150 лет статистике этот участок Тихого океана считается специалистами наиболее спокойным и удаленным от морских путей. Однако, уже пару раз непростые погодные условия заставляли переносить время запуска на несколько дней.
Недалеко от точки старта (0°0’1" с. ш. 153°54’46" з. д.) находится метеорологический буй 51028национального управления по атмосфере и океану, который не функционирует с 11 марта 2009 года.
|                                 | янв  | фев  | мар  | апр  | май  | июн  | июл  | авг  | сен  | окт  | ноя  | дек  | год  |
| ------------------------------- | ---- | ---- | ---- | ---- | ---- | ---- | ---- | ---- | ---- | ---- | ---- | ---- | ---- |
| Средняя температура воздуха, °C | 25,3 | 25,4 | 25,6 | 26,4 | 26,7 | 26,3 | 25,8 | 25,5 | 26,1 | 25,4 | 25,5 | 25,4 | 25,8 |
| Средняя температура воды, °C    | 25,5 | 25,5 | 25,7 | 26,6 | 26,8 | 26,4 | 25,9 | 25,6 | 26,5 | 25,6 | 25,8 | 25,7 | 26,0 |
| Средняя скорость ветра, м/с     | 13,2 | 12,7 | 11,0 | 10,5 | 9,7  | 11,0 | 11,9 | 12,3 | 11,4 | 12,6 | 12,0 | 13,4 | 11,8 |
| Порывы ветра, м/с               | 16,0 | 15,3 | 13,4 | 12,8 | 11,9 | 13,4 | 14,4 | 15,0 | 13,8 | 15,1 | 14,5 | 16,1 | 14,3 |
| Значимая высота волны, м        | 2,2  | 2,2  | 2,0  | 2,1  | 2,0  | 1,9  | 2,0  | 2,0  | 1,7  | 1,9  | 1,8  | 2,1  | 2,0  |

## Ракеты-носители «Морского старта»

### Зенит-3SL
В качестве ракеты-носителя использовалась трёхступенчатая ракета Зенит-3SL — модификация ракеты-носителя «Зенит-2» с разгонным блоком ДМ. Главный разработчик — КБ «Южное» (Днепр), производилась на днепропетровском заводе «Южмаш».
- 14 августа 2017 года компания S7 подтвердила, что вплоть до 2023 года будет использовать «Зениты», после чего перейдет на «Союзы-5»[72].
- 21 сентября 2017 года источник в ракетно-космической отрасли сообщил СМИ, что Россия не будет поставлять «Южмашу» комплектующие для ракет-носителей «Зенит» — изготавливаемые в России система управления и двигатель первой ступени РД-171 будут поставляться минуя Украину прямиком в США, досборка ракеты и её испытания будут осуществляться в Лонг-Бич[73].
- 3 октября 2017 года глава РКК «Энергия» Владимир Солнцев сообщил СМИ, что на первом этапе использования космодрома с него будут запускаться только «Зениты». На втором этапе, после модернизации космодрома и появления носителя «Союз-5», от «Зенита» откажутся[74].
- 13 февраля 2018 года генеральный директор компании «С7 Космические транспортные системы» (дочерняя структура группы S7) Сергей Сопов сообщил СМИ, что компания заказала у «Южмаша» производство 12 ракет-носителей до 2023 года включительно, исходя из самоокупаемости проекта в 3—4 запуска в год. В состав каждого «Зенита» входят полностью изготавливаемый в России двигатель первой ступени РД-171М, камера сгорания второй ступени, система управления и многие другие компоненты. Всего в кооперации задействовано около 150 отечественных предприятий. Их доля в стоимостном выражении от себестоимости ракеты составляет 80 %. Выполнение контракта на 12 «Зенитов» принесёт российским предприятиям полмиллиарда долларов[75].
- РН «Зенит» для первого пуска в рамках возобновления проекта «Морской старт» могла быть изготовлена в 2019 году. Носитель должна была построить Украина при участии России, а окончательную сборку ракеты планировалось провести в США[76]. В марте 2019 года поступило сообщение об отмене данной схемы.

### «Союз-7»
По состоянию на конец сентября 2016 года, для запусков со стартовой платформы «Одиссей» рассматриваются разные варианты. Как сообщила пресс-секретарь «S7 Group» Анна Бажина — компания готова сотрудничать по этому вопросу с украинскими коллегами и осуществлять старты на базе ракеты «Зенит». Одновременно с этим прорабатываются другие варианты, в том числе создание новой ракеты. По словам президента РКК «Энергия» Владимира Солнцева, РКК «Энергия» готова ускорить разработку новой ракеты-носителя «Союз-5» для запусков с плавучего космодрома «Морской старт». При условии поддержки финансирования создания этой ракеты компанией «S7 Group», новая ракета-носитель «Союз-5» может быть создана в течение пяти лет. Компания планирует подписать меморандум с РКК «Энергия» на заказ для «Морского старта» 85 ракет среднего класса «Союз-5» (50 плюс опцион на 35). Роскосмос поддержит проект «Морской старт» и адаптирует новую ракету-носитель среднего класса «Союз-5» для запуска по этой программе с плавучей платформы «Одиссей».
Глава «Роскосмоса» сообщил, что начат эскизный проект версии ракеты-носителя для плавучего космодрома, получившей условное называние «Союз-7». Ожидается, что стартовая масса будет меньше благодаря меньшему количества заправляемого топлива, а выводимая на низкую околоземную орбиту полезная нагрузка примерно 18 тонн.
Благодаря тому, что «Союз-7» будет стартовать с экватора, его грузоподъемность увеличится с 17 до 22—23 тонн.
- В июне 2019 года глава Роскосмоса Д. Рогозин во время Петербургского международного экономического форума сообщил, что познакомил представителей S7 Space с директором и конструкторским персоналом РКЦ «Прогресс». По его словам, госкорпорация готова либо поставлять комплектующие, либо создать ракету по техническому заданию компании.
- 4 января 2020 года пресс-служба РКЦ «Прогресс» сообщила СМИ, что предприятие вместе с компанией S7 Space начало работу над параметрами ракеты для запусков с Морского старта[79].
- 12 мая 2020 года генеральный директор НПО им. Лавочкина Владимир Колмыков сообщил СМИ, что ракету-носитель «Союз-7» для пусков с «Морского старта» планируется оснастить новым разгонным блоком «Фрегат-СБУ». В конце 2020 года будет завершена разработка эскизного проекта. Первый запуск разгонного блока «Фрегат-СБУ» с использованием ракеты-носителя «Союз-7» планируется осуществить в 2025 году[80].
- 21 октября 2021 года гендиректор РКЦ «Прогресс» Дмитрий Баранов сообщил СМИ, что «Союз-5» соответствует по характеристикам ракете, которая может быть запущена с плавучего космодрома, однако говорить об адаптации «Союза-5» под «Морской старт» пока рано[81].

### Легкая ракета-носитель
19 сентября 2020 года Центр разработок группы компаний S7 сообщил, что с 2019 года ведёт работы по созданию легкой двухступенчатой ракеты-носителя с возвращаемой первой ступенью; в перспективе наработки по многоразовой легкой ракете будут использованы для промышленного изготовления ракеты-носителя среднего класса, запускаемой с «Морского старта». 1 октября 2020 года источник в ракетно-космической отрасли уточнил СМИ, что речь идет о носителе стартовой массой около 65 тонн и высотой примерно 30 метров. На первой ступени предлагается использовать двигатели РД-108А, которые сейчас применяются на второй ступени ракет «Союз».

### Другие ракеты-носители
25 ноября 1995 года генеральным конструктором РКК «Энергия» в Федеральное космическое агентство, Министерство обороны РФ, Госкомоборонпром России и РАН была направлена инженерная записка с предложением о включении проекта по созданию ракеты-носителя «Квант» в Федеральную космическую программу.
Одновременно с этим предложением РКК «Энергия» вела переговоры с американской фирмой Rockwell Automation, проявившей интерес к совместному созданию ракеты-носителя «Квант» и её эксплуатации в рамках программы «Морской старт». Интерес был обусловлен значительным спросом на тот момент на ракеты-носители лёгкого класса на американском рынке услуг по запуску небольших космических аппаратов, а также желанием фирмы Rockwell Automation участвовать в работах по созданию и эксплуатации плавучего космодрома «Морской старт».

## Морской сегмент
Морской сегмент комплекса «Морской старт» состоит из двух морских судов: стартовой платформы «Одиссей» и сборочно-командного судна «Sea Launch Commander».

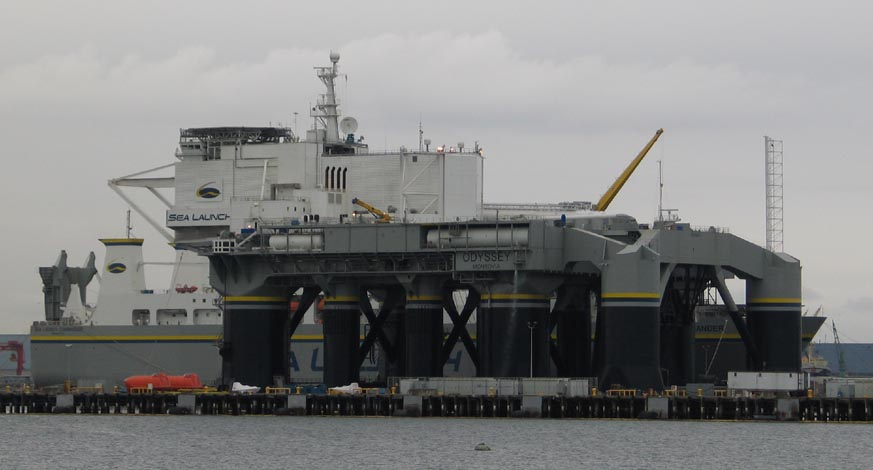
Стартовая платформа «Одиссей» на стоянке в Лонг Бич (Калифорния)

### Стартовая платформа (СП)
Стартовая платформа Odyssey (рус. «Одиссей») имеет свою историю. Это бывшая самоходная нефтедобывающая платформа OCEAN «Одиссей», построенная в Йокосуке, Япония в 1982—1984 годах. Платформа соответствовала классу для неограниченного района мореплавания. Буровая вышка платформы была полностью укрыта и оборудована подогреваемым полом, чтобы можно было работать при температуре окружающего воздуха до −35 °C. 22 сентября 1988 года во время добычи нефти в Северном море на платформе возник сильный пожар, вошедший в мировую историю крупнейших морских катастроф. После пожара платформа была частично демонтирована и по прямому назначению больше не использовалась. В 1992 году платформа прошла ремонт и переоборудование в буровую платформу на Выборгском судостроительном заводе. Было принято решение использовать её в проекте «Морской старт». В 1996—1997 платформа прошла переоборудование на верфи «Rosenberg» в Ставангере, Норвегия и стала называться «Одиссей». Второй этап переоборудования СП проходил на Выборгском судостроительном заводе, переименованном к этому времени в «Кварнер-Выборг-Верфь».
Характеристики СП: длина 133 м, ширина 67 м, высота 60 м, водоизмещение 46 тыс.тонн.
Во время старта ракеты весь персонал со стартовой платформы перемещается на сборочно-командное судно.

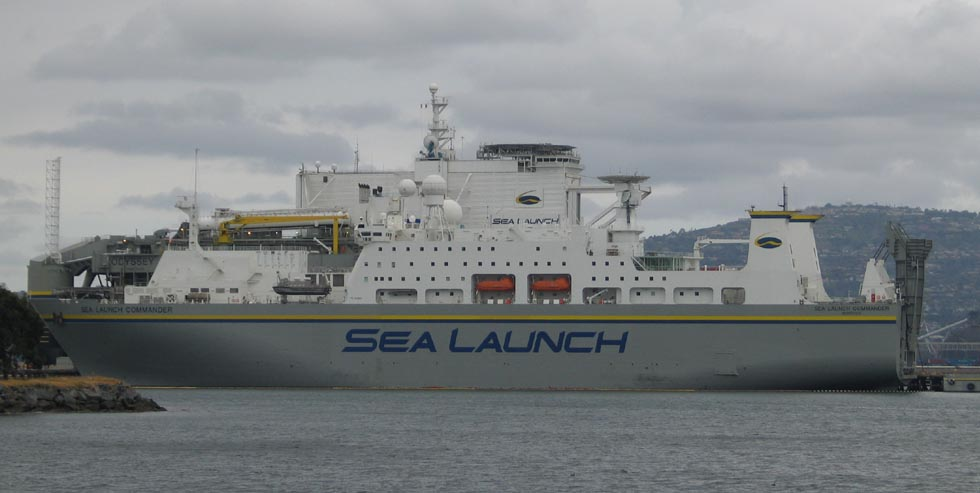
Сборочно-командное судно на стоянке в Лонг Бич (Калифорния)

### Сборочно-командное судно (СКС)
Сборочно-командное судно «Sea Launch Commander» было построено специально для проекта «Морской старт» компанией «Kvaerner Govan Ltd.», Глазго, Шотландия в 1997 году. В 1998 году СКС было дооборудовано на Канонерском судоремонтном заводе, Санкт-Петербург. СКС оснащено системами, позволяющими проведение на его борту комплексных испытаний ракеты-носителя и разгонного блока, заправку разгонного блока низкокипящими компонентами топлива и газов, сборку ракеты-носителя. СКС выполняет также функции центра управления при подготовке и пуске ракеты-носителя. На СКС располагаются командный пункт управления полетом разгонного блока и средства приема и обработки телеизмерений.
Характеристики СКС: длина 203 м, ширина 32 м, высота 50 м, водоизмещение 27 тыс.тонн, максимальная скорость 21 узел.

## Космические старты
Демонстрационный спутник был запущен 28 марта 1999 года.
В октябре того же года был успешно произведен первый коммерческий запуск.
На 31 мая 2014 года осуществлёно 36 запусков ракеты «Зенит», в том числе 32 успешных, 1 частично успешный и 3 неудачных.
| Количество пусков в год | Количество пусков в год | Количество пусков в год | Количество пусков в год | Количество пусков в год |
| ----------------------- | ----------------------- | ----------------------- | ----------------------- | ----------------------- |
| 1999                    |                         |                         | 2                       |                         |
| 2000                    |                         |                         | 3                       |                         |
| 2001                    |                         |                         | 2                       |                         |
| 2002                    |                         |                         | 1                       |                         |
| 2003                    |                         |                         | 3                       |                         |
| 2004                    |                         |                         | 3                       |                         |
| 2005                    |                         |                         | 4                       |                         |
| 2006                    |                         |                         | 5                       |                         |
| 2007                    |                         |                         | 1                       |                         |
| 2008                    |                         |                         | 5                       |                         |
| 2009                    |                         |                         | 1                       |                         |
| 2010                    |                         |                         | 0                       |                         |
| 2011                    |                         |                         | 1                       |                         |
| 2012                    |                         |                         | 3                       |                         |
| 2013                    |                         |                         | 1                       |                         |
| 2014                    |                         |                         | 1                       |                         |

| \| Прошедшие запуски РН «Зенит» с Морского старта \| Прошедшие запуски РН «Зенит» с Морского старта \| Прошедшие запуски РН «Зенит» с Морского старта \| Прошедшие запуски РН «Зенит» с Морского старта \| Прошедшие запуски РН «Зенит» с Морского старта \| \| № \| Дата (UTC) \| Полезная нагрузка \| Масса, тонны \| Результат \| \| ---------------------------------------------- \| ---------------------------------------------- \| ---------------------------------------------- \| ---------------------------------------------- \| ---------------------------------------------- \| \| 1 \| 28 марта 1999 \| DemoSat \| 4,5 \| успех \| \| 2 \| 9 октября 1999 \| DirecTV-1R \| 3,5 \| успех \| \| 3 \| 12 марта 2000 \| ICO F1 \| 2,7 \| авария[86] \| \| 4 \| 28 июля 2000 \| PAS-9 \| 3,7 \| успех \| \| 5 \| 20 октября 2000 \| Thuraya-1 \| 5,1 \| успех \| \| 6 \| 18 марта 2001 \| XM Radio-2 «Rock» \| 4,7 \| успех \| \| 7 \| 8 мая 2001 \| XM Radio-1 «Roll» \| 4,7 \| успех \| \| 8 \| 15 июня 2002 \| Galaxy 3C \| 4,9 \| успех \| \| 9 \| 10 июня 2003 \| Thuraya-D2 \| 6,1[87] \| успех[87] \| \| 10 \| 7 августа 2003 \| EchoStar IX (Telstar 13) \| 4,7 \| успех \| \| 11 \| 30 сентября 2003 \| Galaxy 13/Horizons-1 \| 4,1 \| успех \| \| 12 \| 10 января 2004 \| Telstar 14 (Estrela do Sul 1) \| 4,7 \| успех \| \| 13 \| 4 мая 2004 \| DirecTV-7S \| 5,5 \| успех \| \| 14 \| 28 июня 2004 \| Telstar 18 \| 4,8 \| частично успешный \| \| 15 \| 1 марта 2005 \| XM Radio-3 «Rhythm» \| 4,7 \| успех \| \| 16 \| 26 апреля 2005 \| Spaceway-1 \| 6,0 \| успех \| \| 17 \| 23 июня 2005 \| Intelsat Americas 8 \| 5,5 \| успех \| \| 18 \| 8 ноября 2005 \| Inmarsat 4-F2 \| 6,0 \| успех \| \| 19 \| 15 февраля 2006 \| EchoStar X \| 4,3 \| успех \| \| 20 \| 12 апреля 2006 \| JCSAT-9 \| 4,4 \| успех \| \| 21 \| 18 июня 2006 \| Galaxy 16 \| 5,1 \| успех \| \| 22 \| 22 августа 2006 \| Koreasat-5 \| 4,9 \| успех \| \| 23 \| 30 октября 2006 \| XM Radio-4 «Blues» \| 5,2 \| успех \| \| 24 \| 30 января 2007 \| NSS-8 \| 5,95 \| авария[88] \| \| 25 \| 15 января 2008 \| Thuraya-D3 \| 5,2 \| успех \| \| 26 \| 19 марта 2008 \| DirecTV-11 \| 5,9 \| успех \| \| 27 \| 21 мая 2008 \| Galaxy 18 \| 4,642 \| успех \| \| 28 \| 16 июля 2008 \| EchoStar XI \| 5,511 \| успех \| \| 29 \| 24 сентября 2008 \| Galaxy 19 \| 4,69 \| успех \| \| 30 \| 20 апреля 2009 \| SICRAL 1B \| 3,038 \| успех \| \| 31 \| 24 сентября 2011 \| Atlantic Bird 7 \| 4,6 \| успех \| \| 32 \| 1 июня 2012 \| Интелсат-19 \| 5,6 \| успех \| \| 33 \| 19 августа 2012 \| Интелсат-21 \| 5,6 \| успех \| \| 34 \| 3 декабря 2012 \| Eutelsat 70B \| 5,25 \| успех[89] \| \| 35 \| 1 февраля 2013 \| Интелсат-27 \| 6,2 \| авария[90][91] \| \| 36 \| 26 мая 2014 \| Eutelsat 3B \| 5,96 \| успех[92] \| |                  |                               |              |                   |
| Прошедшие запуски РН «Зенит» с Морского старта |                  |                               |              |                   |
| № | Дата (UTC)       | Полезная нагрузка             | Масса, тонны | Результат         |
| 1 | 28 марта 1999    | DemoSat                       | 4,5          | успех             |
| 2 | 9 октября 1999   | DirecTV-1R                    | 3,5          | успех             |
| 3 | 12 марта 2000    | ICO F1                        | 2,7          | авария            |
| 4 | 28 июля 2000     | PAS-9                         | 3,7          | успех             |
| 5 | 20 октября 2000  | Thuraya-1                     | 5,1          | успех             |
| 6 | 18 марта 2001    | XM Radio-2 «Rock»             | 4,7          | успех             |
| 7 | 8 мая 2001       | XM Radio-1 «Roll»             | 4,7          | успех             |
| 8 | 15 июня 2002     | Galaxy 3C                     | 4,9          | успех             |
| 9 | 10 июня 2003     | Thuraya-D2                    | 6,1          | успех             |
| 10 | 7 августа 2003   | EchoStar IX (Telstar 13)      | 4,7          | успех             |
| 11 | 30 сентября 2003 | Galaxy 13/Horizons-1          | 4,1          | успех             |
| 12 | 10 января 2004   | Telstar 14 (Estrela do Sul 1) | 4,7          | успех             |
| 13 | 4 мая 2004       | DirecTV-7S                    | 5,5          | успех             |
| 14 | 28 июня 2004     | Telstar 18                    | 4,8          | частично успешный |
| 15 | 1 марта 2005     | XM Radio-3 «Rhythm»           | 4,7          | успех             |
| 16 | 26 апреля 2005   | Spaceway-1                    | 6,0          | успех             |
| 17 | 23 июня 2005     | Intelsat Americas 8           | 5,5          | успех             |
| 18 | 8 ноября 2005    | Inmarsat 4-F2                 | 6,0          | успех             |
| 19 | 15 февраля 2006  | EchoStar X                    | 4,3          | успех             |
| 20 | 12 апреля 2006   | JCSAT-9                       | 4,4          | успех             |
| 21 | 18 июня 2006     | Galaxy 16                     | 5,1          | успех             |
| 22 | 22 августа 2006  | Koreasat-5                    | 4,9          | успех             |
| 23 | 30 октября 2006  | XM Radio-4 «Blues»            | 5,2          | успех             |
| 24 | 30 января 2007   | NSS-8                         | 5,95         | авария            |
| 25 | 15 января 2008   | Thuraya-D3                    | 5,2          | успех             |
| 26 | 19 марта 2008    | DirecTV-11                    | 5,9          | успех             |
| 27 | 21 мая 2008      | Galaxy 18                     | 4,642        | успех             |
| 28 | 16 июля 2008     | EchoStar XI                   | 5,511        | успех             |
| 29 | 24 сентября 2008 | Galaxy 19                     | 4,69         | успех             |
| 30 | 20 апреля 2009   | SICRAL 1B                     | 3,038        | успех             |
| 31 | 24 сентября 2011 | Atlantic Bird 7               | 4,6          | успех             |
| 32 | 1 июня 2012      | Интелсат-19                   | 5,6          | успех             |
| 33 | 19 августа 2012  | Интелсат-21                   | 5,6          | успех             |
| 34 | 3 декабря 2012   | Eutelsat 70B                  | 5,25         | успех             |
| 35 | 1 февраля 2013   | Интелсат-27                   | 6,2          | авария            |
| 36 | 26 мая 2014      | Eutelsat 3B                   | 5,96         | успех             |